# Junker und Dünnhaupt

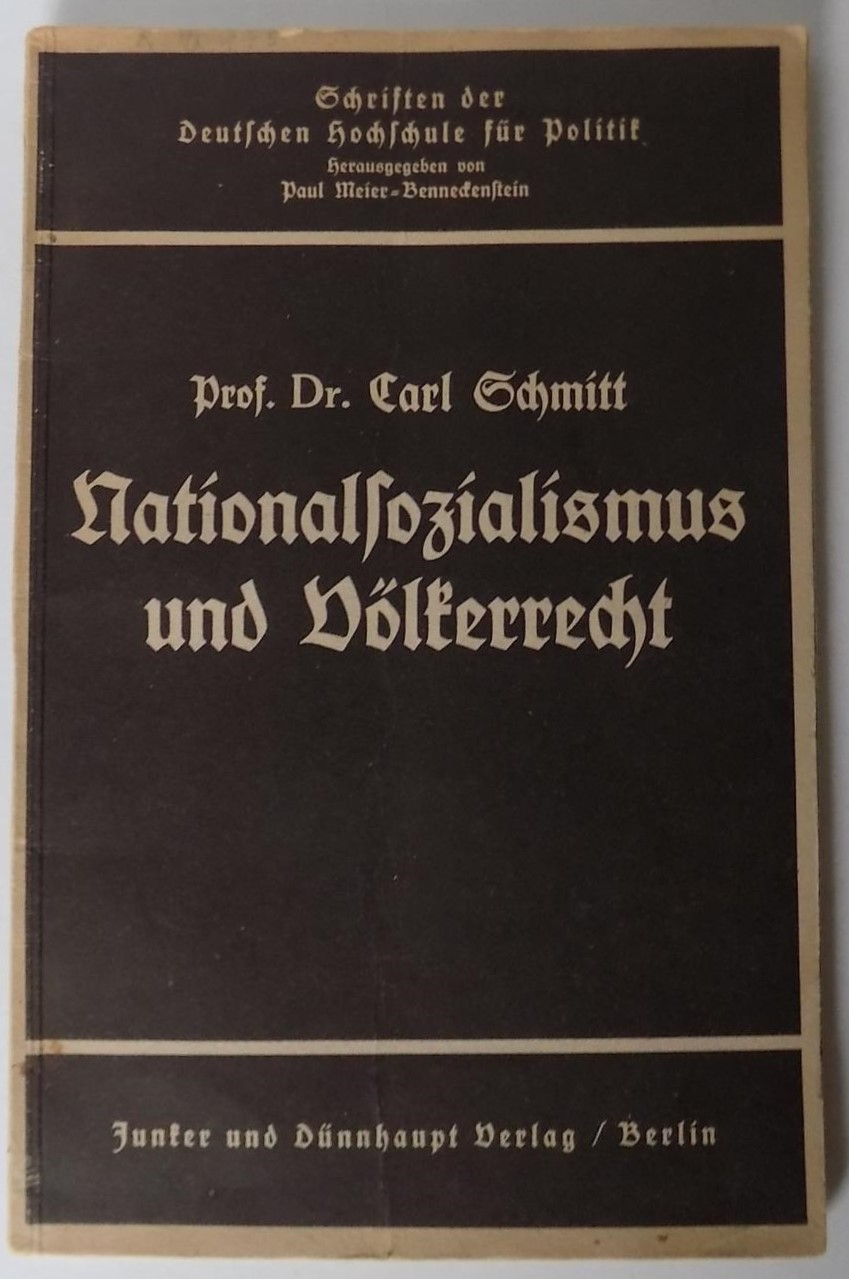
Carl Schmitt: Nationalsozialismus und Völkerrecht, erschienen bei Junker und Dünnhaupt, Berlin, 1934

Junker und Dünnhaupt (auch Junker & Dünnhaupt oder Junker u. Dünnhaupt geschrieben) war ein einflussreicher deutscher Verlag in der Zeit der Weimarer Republik und des Nationalsozialismus. Er wurde offiziell 1927 in Berlin von Paul W. Junker und Rudolf Dünnhaupt gegründet und bestand bis nach dem Ende des Zweiten Weltkrieges.

## Geschichte
Paul W. Junker hatte in Philosophie (1922) und Politik (1924) promoviert und war zuletzt Geschäftsführer der Deutschen Philosophischen Gesellschaft gewesen. Er war auch Autor seines Verlages sowie dessen Nachfolgers.
Rudolf Dünnhaupt (1894–1978) brachte als Sohn des Dessauer Druckereibesitzers Carl Dünnhaupt sein Erbteil mit in den Berliner Verlag ein. Nach Rudolf Dünnhaupts Ausstieg im Jahr 1927 wurde die väterliche Firma C. Dünnhaupt Hofbuchdruckerei und Verlag in Dessau von seinem Bruder Heinrich Dünnhaupt weiter geführt.
Nach der Entlassung als Kriegsfreiwilliger besuchte Rudolf Dünnhaupt 1919 die Kolonialschule in Witzenhausen, wo er Studienkamerad des späteren Reichslandwirtschaftsministers Richard Walther Darré war. Dünnhaupt promovierte 1926 ebenso wie Junker bei Hermann Schwarz in Greifswald in Philosophie. Ihr akademischer Lehrer wurde anfangs auch zu einem der Hauptautoren des Verlages.
In den erst Jahren bestand das Verlagsprogramm vor allem aus Dissertationen und Auftragsarbeiten, wobei die Blätter der Deutschen Philosophischen Gesellschaft eine Konstante bildeten. Schwerpunkte der Veröffentlichungen waren Politik, Wirtschaft, Philosophie, Recht und Militaria, wobei die Zusammenarbeit mit der Deutschen Hochschule für Politik und ihrem Präsidenten Paul Meier-Benneckenstein hervorzuheben ist.
Aufgrund seiner Nähe zum Nationalsozialismus wurde der Verlag 1945 von den Alliierten verboten. Nachfolgegesellschafter wurde der Mitte der 1950er Jahre gegründete Athenäum Verlag, der später an den S. Fischer Verlag verkauft wurde. Einige Titel erschienen noch als Nachdrucke im Keip Verlag Goldbach sowie der Wissenschaftlichen Buchgesellschaft.

## Autoren (Auswahl)
- Alfred Baeumler, Pädagoge und Philosoph
- Arnold Gehlen, Philosoph und Soziologe
- Arthur Julius Gütt, Arzt und Eugeniker
- Ernst Jünger, Schriftsteller
- Gerhard Lehmann, Philosoph
- Kurt Leese, Pastor und Religionsphilosoph
- Friedrich Schönemann, Amerikanist
- Karl-Friedrich Schrieber, Politiker
- Hermann Schwarz, Philosoph

## Verlegte Schriften (Auswahl)

### Bis 1927
Hier wird die exakte Ausweisung des Verlagsortes Dessau bzw. Berlin und des Verlagsnamens angefügt, da beides bis 1927 noch häufig wechselte.
- Kurt Jagow und Friedrich Matthaesius: Geschichte (= Dünnhaupts Studien- und Berufsführer, Band 1), Dessau: Dünnhaupt, 1922
- Julius Binder: Luthers Staatsauffassung (= Beiträge zur Philosophie des deutschen Idealismus, Beiheft 13), Berlin: Junker und Dünnhaupt, 1924
- Paul Junker: Finanzwissenschaft (= Dünnhaupts Grundrisse, Band 5), Dessau: Dünnhaupt, 1925
- Alfred Wirth (Hrsg.): Anhaltische Volkslieder. Mit Bildern [von Georg Heil] und Weisen (= Landschaftliche Volkslieder mit Bildern, Weisen und einer Lautenbegleitung, Band 3), Dessau: Dünnhaupt, 1925
- Willibald Klatt: Unser Kind und die Schule. Ein Buch für Eltern (= Wege zur Bildung, Band 5), Dessau: Dünnhaupt, 1926
- Noeme Georgs: Agrarpolitik unter besonderer Berücksichtigung Anhalts (= Arbeiten der Landwirtschaftskammer für das Herzogtum Anhalt, Band 4), Dessau: Dünnhaupt, 1926
- Elsa Stechert: Der aktive und passive Menschentypus in neuerer Philosophie und Mystik, Dessau: Dünnhaupt, 1926
- Friedrich Dietert (Hrsg.): Goethe im Harz: Goethes Harzreisen in seinen Tagebüchern, Briefen, Dichtungen. Mit Handzeichnungen von Goethe und Kraus. 2., bedeutend vermehrte Auflage. Dessau: Dünnhaupt, 1927

### 1927–1932
- Rudolf Dünnhaupt: Sittlichkeit, Staat und Recht bei Kant. Autonomie und Heteronomie in der Kantischen Ethik (zugleich Dissertation Greifswald), 1927
- Ernst Krieck: Der Staat des deutschen Menschen, 1927
- Hermann Pfeiffer: Der deutsche Buchhandel: Seine Organisation und seine Einrichtungen. Mit einem Vorwort von Curt Arthur Frenzel. Dessau: Dünnhaupt, 1928
- Ernst Jünger: Krieg und Krieger, 1930
- Franz Gutmann: Auslandskredite und Auslandsverschuldung, 1930
- Kurt Jeserich u. a.: Der Volkswirt in der Praxis, 1931.
- Ferdinand Buchholtz: Der gefährliche Augenblick. Eine Sammlung von Bildern und Berichten. Mit einer Einleitung von Ernst Jünger (Über die Gefahr), 1931
- Karl Dunkmann (Hrsg.): Lehrbuch der Soziologie und Sozialphilosophie, unter Mitarb. von Gerhard Lehmann und Heinz Sauermann, 1931
- Käte Hamburger: Thomas Mann und die Romantik: Eine problemgeschichtliche Studie (= Neue Forschung. Arbeiten zur Geistesgeschichte der germanischen und romanischen Völker. Band 15), 1932
- Hannah Arendt: Besprechung von Käte Hamburger: Thomas Mann und die Romantik, 1932
- Walter Dubislav: Die Philosophie der Mathematik in der Gegenwart (= Philosophische Forschungsberichte, Band 13), 1932
- Ernst Forsthoff: Die Krise der Gemeindeverwaltung im heutigen Staat (= Fachschriften zur Politik und staatsbürgerlichen Erziehung, Band 14), 1932
- Clemens Lugowski: Die Form der Individualität im Roman. Studien zur inneren Struktur der frühen deutschen Prosaerzählung (= Neue Forschung. Arbeiten zur Geistesgeschichte der germanischen und romanischen Völker, Band 14), 1932

### 1933–1939
- Walter Dubislav: Naturphilosophie (= Philosophische Grundrisse, Heft 2), 1933
- Otto Koellreutter: Volk und Staat in der Verfassungskrise, 1933
- Arnold Gehlen: Theorie der Willensfreiheit, 1933
- Wilhelm Schäfer: Mein Leben. Rechenschaft, 1934
- Arthur Gütt: Dienst an der Rasse als Aufgabe der Staatspolitik, 1934
- Karl-Friedrich Schrieber: Die Reichskulturkammer. Organisation und Ziele der deutschen Kulturpolitik, 1934
- Werner Conze: Hirschenhof. Die Geschichte einer deutschen Sprachinsel in Livland (Dissertation), Berlin 1934; 2. Aufl. (Nachdruck) bei Hirschheydt, Hannover-Döhren 1963
- Ernst Jünger: Die totale Mobilmachung, 2. Auflage 1934
- Hans Grunsky: Seele und Staat. Die psychologischen Grundlagen des nationalsozialistischen Sieges über den bürgerlichen und bolschewistischen Menschen, 1935
- Arnold Gehlen: Deutschtum und Christentum bei Fichte, 1935
- Max Lehmann: Scharnhorst und die preußische Heeresreform, 1935
- Max Hildebert Boehm: Volkstheorie und Volkstumspolitik der Gegenwart, 1935
- Günter Kaufmann: Der Reichsberufswettkampf. Die berufliche Aufrüstung der deutschen Jugend, 1935
- Arthur Gütt: Der Aufbau des Gesundheitswesens im Dritten Reich, 1935
- Jakob Barion: Plotin und Augustinus. Untersuchungen zum Gottesproblem, 1935
- Georg Dahm, Ernst Rudolf Huber, Karl Larenz, Karl Michaelis, Friedrich Schaffstein, Wolfgang Siebert (Hrsg.): Grundfragen der neuen Rechtswissenschaft (Gemeinschaftswerk der Kieler Schule), 1935
- Hermann Althaus: Nationalsozialistische Volkswohlfahrt, 1936
- Hans-Jürgen Seraphim: Deutsche Bauernpolitik, 1936
- Artur Axmann: Olympia der Arbeit: Arbeiterjugend im Reichsberufswettkampf, 1936
- Franz von Krbek: Die Grundlagen der Quantenmechanik und ihre Mathematik, 1936
- Hans Grunsky: Der Einbruch des Judentums in die Philosophie (= Schriften der Deutschen Hochschule für Politik, Band 1, Heft 14), 1937
- Wilhelm Ziegler: Der Zerfall des Versailler Vertrages, 1937
- Wilhelm Ziegler: Die Judenfrage in der modernen Welt, 1937
- Friedrich August Ludwig von der Marwitz: Jena 1806. Aus gleichzeitigen Tagebuchaufzeichnungen, 1937.
- Joachim von Ribbentrop: Vierjahresplan und Welthandel (= Schriften des deutschen Institutes für außenpolitische Forschung), 1937
- Klara Trenz: Wilhelm Heinrich Riehls „Wissenschaft vom Volke“. Unter besonderer Heranziehung seiner Darstellung des saarpfälzischen Volkstums(= Neue Deutsche Forschungen, Band 160; Neuere Geschichte, Band 5), 1937
- Emil Jenal: Wolfgang Menzel als Dichter, Literarhistoriker und Kritiker, 1937 (= Neue Deutsche Forschungen, Band 133)
- Albert Pietzsch: Organisation der gewerblichen Wirtschaft, 1938.
- Artur Axmann: Der Reichsberufswettkampf, 1938
- Otto Koellreutter: Deutsches Verwaltungsrecht, 1938
- Herbert Scurla: Die Grundgedanken des Nationalsozialismus und das Ausland, 1938
- Chemie in Deutschland. Rückblick und Ausblick, hg. v. Claus Ungewitter unter Mitarbeit von Walter Greiling, 1938 (3. Aufl. 1939).
- Otto Tumlirz: Antropologische Psychologie, 1939
- Justus W. Hedemann: Deutsches Wirtschaftsrecht. Ein Grundriss, 1939
- Heinrich Hunke, Erwin Wiskemann (Hrsg.): Gegenwartsfragen der Wirtschaftswissenschaft. Friedrich von Gottl-Ottlilienfeld zum 70. Geburtstag, 1939
- Gunter d’Alquen: Die SS. Geschichte, Aufgabe und Organisation der Schutzstaffel der NSDAP, 1939
- Erwin Neumann: Die Neutralität der Vereinigten Staaten, 1939 (= Rechts - und Staatslehre, Band 1)

### 1940–1945
- Arnold Gehlen: Der Mensch, seine Natur und seine Stellung in der Welt, 1940
- Karl Heinz Pfeffer: Begriff und Wesen der Plutokratie, 1940
- Erwin Barth von Wehrenalp: Der Niedergang der französischen Naturwissenschaften. Das Beispiel der Chemie (= Schriften des Deutschen Instituts für Außenpolitische Forschung, Heft 62), 1940
- Ernst Forsthoff: Deutsche Verfassungsgeschichte der Neuzeit (= Rechtswissenschaftliche Grundrisse, Band 12), 1940
- Adolf Rein: Die Wahrheit über Hitler aus englischen Munde, 1940
- Adolf Rein: Warum führt England Krieg?, 1940
- Karl Heinz Pfeffer: Die angelsächsische neue Welt und Europa, 1941
- Johannes Erich Heyde: Technik des wissenschaftlichen Arbeitens, 1941
- Günther Schulze-Fielitz: Die Bauwirtschaft im Kriege (= Schriften zum Staatsaufbau, Band 53), 1941
- Hans-Heinrich Dieckhoff: Roosevelts Politik gegenüber Frankreich, Berlin 1942
- Hans-Heinrich Dieckhoff: Zur Vorgeschichte des Roosevelt-Krieges, Berlin 1943
- Fritz Grobba: Irak, 2. Aufl. 1943
- Karl Heinz Pfeffer, Friedrich Schönemann u. a.: Das britische Empire und United States of America, 1943
- Hans-Jürgen Seraphim: Deutsch-südosteuropäische Wirtschaftsgemeinschaft, 1943
- Friedrich Schönemann, Adolf Halfeld, Friedrich Kegel, Otto Koischwitz, Willy Gierlichs, Eduard Ahlswede, K. F. Hermann, Alexander Jason, Th. von Bippen (Hrsg.): Kultur in USA. Die Wirklichkeit eines Massenwahns, 1943
- Franz Six: Jahrbuch der Weltpolitik 1944.(Länderartikel mit Bezug zur NS-Außenpolitik). Mit vielen Verfassern wie Hans Joachim von Merkatz, Franz Ronneberger, Gerhard von Mende, Fritz Valjavec, 1944
- Max Wundt: Die Wurzeln der deutschen Philosophie in Stamm und Rasse, 1944
- Emil Robert Gärtner: Kroatien in Südslawien. Historisch-politische Studie, 1944
- Reinhold Lorenz: Grundriss der Geschichtslehre, 1945.

### Schriften von Alfred Baeumler
- Männerbund und Wissenschaft. Reden und Vorträge aus 4 Jahren, 1934, 7.–12. Tsd. 1943
- Politik und Erziehung. Reden und Aufsätze, 1937, 4. Aufl. 1943
- Studien zur deutschen Geistesgeschichte, 1937
- Bildung und Gemeinschaft, 1942

### Schriften von Hermann Schwarz
- Gott, Jenseits von Theismus und Pantheismus, 1928
- Systematische Selbstdarstellung, 1933
- Nationalsozialistische Weltanschauung. Freie Beitrage zur Philosophie des Nationalsozialismus aus den Jahren 1919–1933, 1933
- Christentum, Nationalsozialismus und Deutsche Glaubensbewegung, 1934 (2. Auflage 1938)
- Ekkehard der Deutsche. Völkische Religion im Aufgang, 1935
- Deutscher Glaube am Scheidewege, 1936
- Die Irminssäule als Sinnbild deutschvölkischen Gottesglaubens, 1937
- Grundzuge einer Geschichte der artdeutschen Philosophie, 1937
- Gesammelte Werke, 1940
- Ewigkeit. Ein deutsches Bekenntnis, 1941

### Schriften von Gerhard Lehmann
- Das Kollektivbewusstsein. Systematische und historisch-kritische Vorstudien zur Soziologie, 1928
- Geschichte der nachkantischen Philosophie. Kritizismus und kritisches Motiv in den philosophischen Systemen des 19. und 20. Jahrhunderts, 1931
- Kants Nachlasswerk und die Kritik der Urteilskraft (= Neue deutsche Forschungen, Band 247; Abteilung Philosophie, Band 34), 1939
- Der Einfluss des Judentums auf das französische Denken der Gegenwart, 1940

### Schriften von Friedrich Schönemann
- Amerika und der Nationalsozialismus, 1934
- Demokratie und Aussenpolitik der U.S.A., 1939
- USA. und Weltpolitik, 1940.
- England gegen Amerika, eine geschichtlich-kritische Betrachtung, 1940

### Schriften von Kurt Leese
- Theologie und Philosophie im deutschen Spätidealismus. Forschungen zur Auseinandersetzung von Christentum und idealistischer Philosophie im 19. Jahrhundert, 1929
- Die Krisis und Wende im christlichen Glauben. Studien zum anthropologischen und theologischen Problem der Lebensphilosophie, 1932 (2. Aufl. Stuttgart 1941)
- Natürliche Religion und christlicher Glaube. Eine theologische Neuorientierung, 1936
- Die Religion des Protestantischen Menschen, 1938 (2. erw. Aufl. Federmann, München 1948)

## Verlegte Zeitschriften und Reihen

### Unter Herausgeberschaft der Deutschen Hochschule für Politik
- Schriften der Deutschen Hochschule für Politik. Idee und Gestalt des Nationalsozialismus, ab 1934 (bis Nr. 11/1934 ohne die Angabe der Unterreihe 1. - Hauptsachtitel ab 33.1938: Schriften der Hochschule für Politik / Erste bis spätere Aufl. einzelner Bände, 49/50.1940 und ab 52.1940 u.d.T.: Schriften für Politik und Auslandskunde)

- Dokumente der deutschen Politik, teilw. hg. mit Franz Alfred Six und bearb. von Hans Volz und Axel Friedrichs.
 Ab Band 8 mit dem Zusatz: Das Reich Adolf Hitlers. 1942 begann eine zweite Reihe mit dem Zusatz: Reihe: Die Zeit des Weltkrieges und der Weimarer Republik 1914–1933. Davon erschien aber nur noch der Band 3 (Novemberumsturz und Versailles 1918–1919) in 2 Teilbänden. – Band 9 mit den Dokumenten für 1941 war 1943 schon im Druck, konnte aber nicht mehr ausgeliefert werden.
  - Band 1: Die nationalsozialistische Revolution 1933, 1935
  - Band 2: Der Aufbau des deutschen Führerstaates: das Jahr 1934, 1936
  - Band 3: Deutschlands Weg zur Freiheit 1935, 1937
  - Band 4: Deutschlands Aufstieg zur Großmacht, 1937
  - Band 5: Von der Großmacht zur Weltmacht, 1938
  - Band 6: Großdeutschland 1938. 2 Teile, 1939
  - Band 7: Das Werden des Reiches 1939. 2 Teile, 1940
  - Band 8: Der Kampf gegen den Westen 1940. 2 Teile, 1943

### Unter Herausgeberschaft von Paul Meier-Benneckenstein
- Die deutschen Gaue seit der Machtergreifung:
  - Band München-Oberbayern, 1941 (von Alois Roßmaier)
  - Band Bayerische Ostmark, 1940.
  - Band Schwaben, für 1941 angekündigt (von Heiner Seybold)

- Das Britische Reich in der Weltpolitik

- Das Dritte Reich im Aufbau. Übersichten und Leistungsberichte:
  - Band 1: Grundfragen der deutschen Politik, 1939
  - Band 2: Der organisatorische Aufbau, Teil 1 (Tab., graph. Darst., Kt.-Skizze), 1939
  - Band 3: Der organisatorische Aufbau, Teil 2: Wehrhaftes Volk, 1939
  - Band 4: Der organisatorische Aufbau, Teil 3: Staat und Verwaltung, 1939
  - Band 5: Der organisatorische Aufbau, Teil 4: Partei und Staat, 1941
  - Band 6: Der organisatorische Aufbau, Teil 5: Wirtschaft und Arbeit, 1942

### Weitere Schriftenreihen und Zeitschriften
- Blätter für deutsche Philosophie. Zeitschrift der Deutschen Philosophischen Gesellschaft, 1927–1944 (1.1927/28–18.1944, 1/2) Vorg.: Beiträge zur Philosophie des deutschen Idealismus, darin aufgeg.: Deutsche Philosophische Gesellschaft: Mitteilungen der Deutschen Philosophischen Gesellschaft

z. B. Max Wundt und Theodor Lockemann (Hrsg.): Unbekannte Schriftstücke zu Fichtes Atheismus-Streit, in: Blätter für Deutsche Philosophie, 1. Bd. 1927, H. 1–2, S. 118–123.
- Neue deutsche Forschungen, u. a. mit den Abteilungen Philosophie und Rechtswissenschaft

- Die Tatwelt. Zeitschrift für Erneuerung des Geistes (ab 9.1933,1: Zeitschrift für Erneuerung des Geisteslebens), hrsg. vom Eucken-Bund, 1925–1943 (1.1925, Apr.–18.1942/43); bis 1931 in Jena.

- Otto Koellreutter (Hrsg.): Rechtswissenschaftliche Grundrisse, 1935–1943.

- Karl-Friedrich Schrieber (Hrsg.): Das Recht der Reichskulturkammer in Einzelausgaben. Sammlung der für die Reichsrundfunkkammer geltenden Gesetze und Verordnungen, der amtlichen Anordnungen und Bekanntmachungen der Reichskulturkammer und der Reichsrundfunkkammer, in Verbindung mit:
  - Heinz Gert Pridat-Guzatis: Rundfunkrecht, 1936.
  - Herbert Eckermann: Das Recht der bildenden Künste, 1936.
  - Anton Willi: Presserecht, 1936.
  - Karl-Heinz Wachenfeld: Musikrecht, 1936.
  - Bruno Pfennig: Filmrecht, 1936.
  - Ernst Pogge: Schrifttumsrecht, 1936.

- Matthias Schwabe (Hrsg.): Frankreich gegen die Zivilisation. (FgdZ) (z. T. auch: Schriften des Deutschen Instituts für außenpolitische Forschung und des Hamburger Instituts für auswärtige Politik), etwa 25 Titel, mind. 1940.

## Nachdrucke
- Berent Schwineköper: Der Handschuh im Recht, Ämterwesen, Brauch und Volksglauben. Mit einer Einführung von Percy Ernst Schramm. Thorbecke, Sigmaringen 1981. Unveränderter Nachdruck (= Neue Deutsche Forschungen, Abt. Mittelalterliche Geschichte, Band 5), Junker und Dünnhaupt, Berlin 1938 (zugleich: Dissertation, Universität Göttingen, 1937).

Nachfolgende Titel erschienen zunächst alle bei Junker und Dünnhaupt Berlin, 1995 alle im Keip Verlag Goldbach:
- Karl Larenz (Hrsg.) in Verbindung mit Ernst Mayer und Max Wundt: Rechtsidee und Staatsgedanke. Beiträge zur Rechtsphilosophie und zur politischen Ideengeschichte. Festgabe für Julius Binder, 1930.
- Sigmund Neumann: Die deutschen Parteien: Wesen und Wandel nach dem Kriege (= Fachschriften zur Politik und staatsbürgerlichen Erziehung), 1932.
- Gerhard Dulckeit: Rechtsbegriff und Rechtsgestalt: Untersuchungen zu Hegels Philosophie des Rechts und ihrer Gegenwartsbedeutung (= Neue deutsche Forschungen, Abt. Rechtsphilosophie; 1), 1936.
- Heinz Rhode: Die Willenserklärung und der Pflichtgedanke im Rechtsverkehr (= Neue deutsche Forschung, Abt. Bürgerliches Recht, Handels- und Wirtschaftsrecht; 3), 1938.
- Wenzel Graf von Gleispach: Deutsches Strafverfahrensrecht: Ein Grundriss (= Rechtswissenschaftliche Grundrisse), 1943.